# BK Lydia
BK Lydia  var en fotbollsförening från Malmö. Föreningen bildades 1925 som Monbijougatans Idrottsförening, hette fram till 1925 BoIK Lydia. 1973 spelade Lydia sin sista säsong, då i Division 5 Skåne södra, Västra, innan klubben slogs ihop med IK Marathon för att skapa IK Lydia/Marathon.
Klubben spelade sina hemmamatcher på Mariedalsplanen.

## Klubbmeriter
- Malmömästerskapet: 1950, 1958